# Filippo Bonacci
Filippo Bonacci (Recanati, 18 giugno 1809 – Torino, 10 luglio 1872) è stato un magistrato e politico italiano.